# 법체계
법체계(法體系)는 일정한 법이념 내지 법원리에 의하여 통일된 법질서(예 : 국제법 또는 국내법 체계)를 가리킨다. 근대의 법전은 개개의 법규를 목적적·논리적·편의적으로 배열하여 각 법제도 혹은 법질서를 구성하고 이들을 체계적으로 조직한 것이다. 또한 각 법전은 하나의 국가법 질서를 이루고 이 국가법 질서가 일정한 법이념으로 통일적으로 파악될 때 그것은 국가법 체계라고 일컬어진다. 그러나 간혹 법계(法系)의 뜻으로 사용되는 경우도 있다.

## 같이 보기
- 법질서